# St. Nikolaus (Gees)

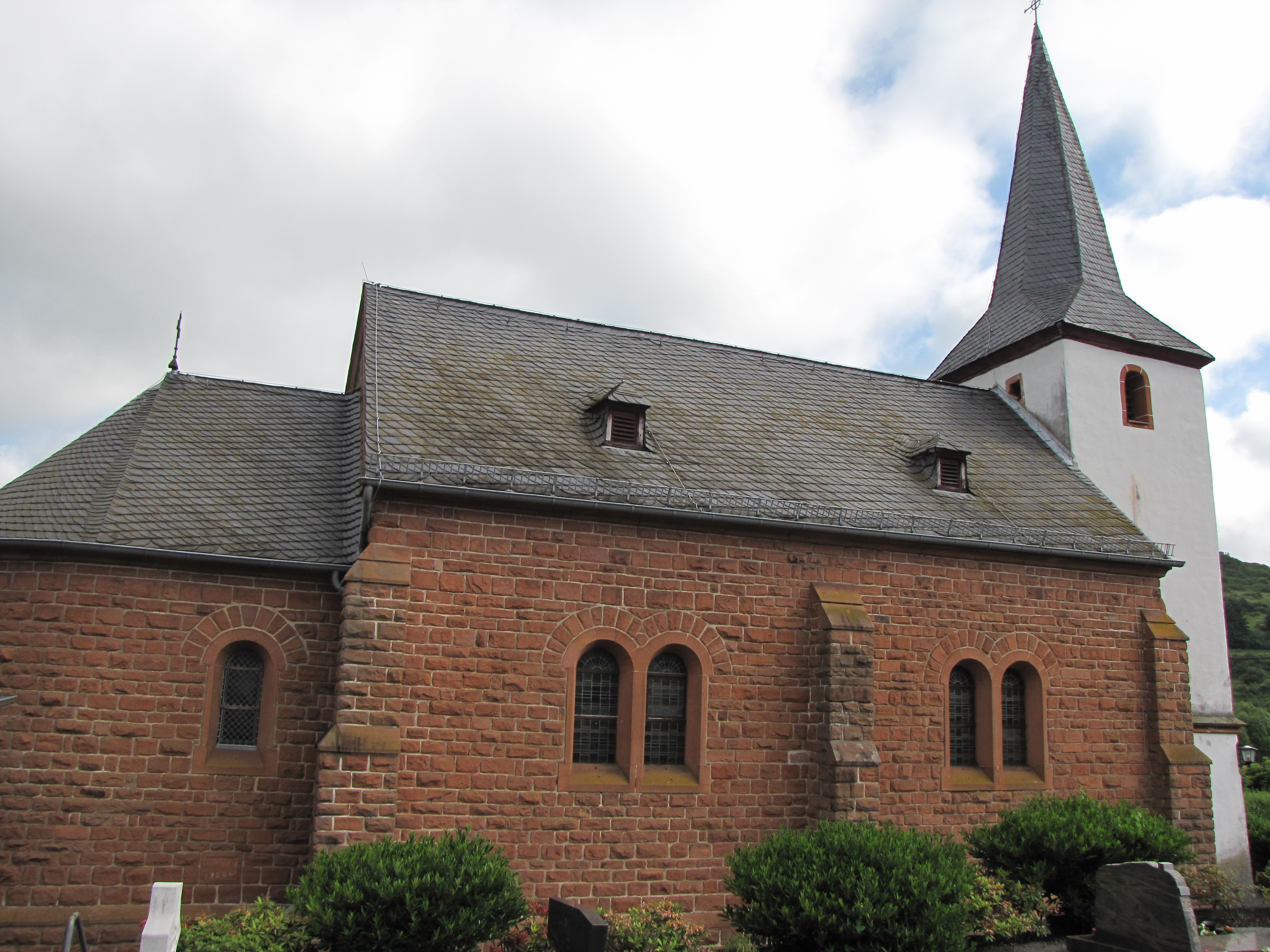
St. Nikolaus (Gerolstein-Gees)

Die Kirche St. Nikolaus ist die römisch-katholische Filialkirche von Gees (Ortsteil von Gerolstein) im Landkreis Vulkaneifel in Rheinland-Pfalz. Sie gehört zur Pfarrei Gerolstein in der Pfarreiengemeinschaft Gerolsteiner Land im Bistum Trier.

## Geschichte
Als die von 1580 stammende, 1719 erstmals bezeugte Kirche St. Nikolaus (nach Nikolaus von Myra) baufällig wurde, kam es von 1904 bis 1905 zur Errichtung eines neuen Bruchsteinsaals (mit neuem Chor), wobei der ehemalige dreigeschossige Chorturm nun als Westturm einbezogen wurde.

## Ausstattung
Das neuromanisch-neugotische Kircheninnere ist teilweise ornamental ausgemalt. Bemerkenswert ist der aufwändig gestaltete Kirchenboden.